# La Sonora Matancera
La Sonora Matancera è un gruppo di musica cubana fondato nel 1924 nella città di Matanzas.

## Storia

### Inizi
Il 12 gennaio 1924, sotto l'iniziativa di Valentín Cané e precisamente a casa sua, fu formato il gruppo con il nome di Tuna Liberal, su richiesta di un partito politico locale con lo stesso nome che richiese la loro formazione per animare i loro incontri e raduni. In origine era un gruppo in cui gli strumenti a corda prevalevano, perché era il momento del boom del Son e per questo erano necessarie quattro chitarre acustiche. L'organizzazione fondatrice in quel momento era la seguente:
- Valentín Cané: tres cubano
- Pablo Vázquez Gobín "Bubú": contrabbasso
- Eugenio Pérez: cantante
- Manuel Sánchez "Jimagua": timbalitos
- Ismael Goberna: tromba
- Domingo Medina: prima chitarra
- José Manuel Valera: seconda chitarra
- Julio Gobín: terza chitarra
- Juan Bautista Llopis: quarta chitarra.

Nell'anno del 1926 cambiò il suo nome in quello di Septeto Soprano. Nello stesso anno si uniscono al gruppo Eugenio Pérez, Carlos Manuel Díaz Alonso "Caíto". Nel 1927 entrò nel gruppo Rogelio Martínez Díaz, El gallego, su raccomandazione di Caíto; più tardi Martinez sarebbe stato il suo secondo direttore. In quello stesso periodo il nome del gruppo viene cambiato, diventando Estudiantina Sonora Matancera. Con la grande voglia del gruppo di eccellere in tutto, viaggiò a L'Avana dove entrò in contatto con la casa discografica RCA Victor e fece la sua prima registrazione il 12 gennaio 1928 in formato 78 giri:
| 1928      |                            |                    |
| 12/1/1928 | El Porqué De Tus Ojos      | Valentín Cané      |
| 12/1/1928 | Fuera, Fuera Chino         | José Manuel Valera |
| 12/1/1928 | Cotorrita                  | José Manuel Valera |
| 12/1/1928 | Eres Bella Como El Sol     | Ismael Goberna     |
| 30/1/1928 | A Mi Cuba                  | Valentín Cané      |
| 30/1/1928 | No Te Equivoques Conmigo   | Valentín Cané      |
| 9/2/1928  | De Oriente A Occidente     | Valentín Cané      |
| 9/2/1928  | Matanzas, Tierra Del Fuego | Valentín Cané      |
| 1930      |                            |                    |
| 17/2/1930 | Linda Esther               | Ismael Goberna     |
| 17/2/1930 | El Picadillo               | H. Rodríguez       |

A partire dagli anni Trenta il gruppo iniziò ad adattarsi ai nuovi ritmi che erano apparsi in quel periodo e ad adottare nuovi strumenti, come il pianoforte a coda, che è stato suonato per la prima volta nel gruppo di Dámaso Pérez Prado, che più tardi sarebbe diventato el Rey del Mambo. Nel 1935 il gruppo adottò il nome di La Sonora Matancera e presentò con questo cambiamento anche un nuovo trombettista: Calixto Leicea, che sostituì per ragioni di salute Ismael Goberna che morì mesi dopo. Nel 1935 entrò anche José Rosario Chávez "Manteca", che sostituito il rinunciatario "Jimagua" nei timbalitos. Humberto Cané fa il suo ingresso nel gruppo suonando il tres e suo padre Valentín Cané inizia a suonare la tumbadora. Nel 1938 Dámaso Pérez Prado si ritirò e lasciò il posto vacante al pianoforte a Severino Ramos che dal 1944 al 1957 sarebbe diventato il principale arrangiatore musicale del gruppo. Le sue ultime registrazioni fatte il 21 luglio 1944, per quella prima fase di RCA Victor erano:
| 1944      |                     |                                      |
| 21/7/1944 | Pa' Congrí          | José Claro Fumero - Adolfo Rodríguez |
| 21/7/1944 | Coquito Acaramelado | Calixto Leicea                       |

Durante i primi anni quaranta fecero presentazioni in accademie di danza, cabaret e in Radio Progreso Cubano. Inseriscono anche nel loro repertorio guarachas, montunos, tra gli altri. Il 6 gennaio 1944, due musicisti dell'ensemble di Arsenio Rodríguez si unirono al gruppo: Lino Frías, che suonava il pianoforte ed era raccomandato da Severino Ramos e Pedro Knight, che divenne il secondo trombettista della Sonora Matancera. Nel mese di dicembre il direttore Valentín Cané accetta la raccomandazione che suo figlio Humberto gli fa circa Bienvenido Granda per assumerlo come suo nuovo cantante, essendo la sua prima registrazione "La Ola Marina" di Virgilio González, e con lui firmano un contratto con la nascente casa discografica "Panart". Fanno registrazioni su questa etichetta, oltre a Bienvenido Granda, Valentín Cané, Israele del Pino, Caíto e Humberto Cané.
A metà del 1946, il fondatore Valentín Cané inizia ad avere problemi asmatici che lo costringono ad abbandonare poco a poco la sua attività con il gruppo, lasciando la posizione di direttore a Rogelio Martínez, sebbene sia stato riconosciuto come "direttore ufficiale" fino al 1956, anno in cui è morto. Prima che la band firmasse il suo primo contratto esclusivo con la Panart Records, registrarono altre canzoni per l'etichetta "Varsity", senza che il nome Sonora Matancera apparisse sulle etichette. Qui è presente la prima versione di "Se Formó la Rumbantela" di Pablo Cairo, "Tumba Colorá" e "El Cinto De Mi Sombrero". Bienvenido Granda e Humberto Cané partecipano a questi numeri.
Il gruppo già consolidato fu integrato dal seguente personale:
- Trombe: Calixto Leicea e Pedro Knight
- Contrabbasso: Pablo Vázquez Gobín "Bubú", che dal 1952 iniziò ad alternare la sua posizione con il figlio Raymundo Elpidio Vázquez, che anni dopo lo avrebbe sostituito definitivamente
- Pianoforte: Ezequiel Frías Gómez Lino
- Timbalitos, bongo e campana: José Rosario Chávez Manteca
- Tumbadora: Angel Alfonso Furias Yiyo
- Chitarra e coro: Rogelio Martínez Díaz
- Maracas e coro: Carlos Manuel Díaz Alonso Caíto
- Claves e coro: Bienvenido Granda

### L'Epoca d'Oro
Gli anni tra il 1947 e il 1959 sono considerati l'età d'oro di Sonora Matancera.
Nel 1947 firmarono per l'etichetta "Stinson" con il nome Conjunto Tropicavana, perché avevano già un contratto firmato per Panart e che casa discografica aveva l'esclusività di Sonora Matancera e per evitare problemi legali, cambiarono in "Tropic Habana", abbreviato in Tropicavana. In questi momenti tesi, ma allo stesso tempo proficui entrano i cantanti Miguel d'Gonzalo, Alfredito Valdés e Bienvenido León.
Nel 1948, il posto vacante lasciato due anni prima da Valentín Cané nella tumbadora, fu sostituito da un nuovo membro, Ángel Alfonso Furias "Yiyo". In ottobre si unì alla Sonora Matancera uno dei suoi cantanti più ricordati e il primo cantante internazionale del gruppo, Daniel Santos. Santos era un famoso cantante portoricano che aveva già una lunga storia e popolarità prima di raggiungere Cuba. La prima canzone che registrò con Sonora fu il bolero "Se Vende una Casita", del suo compatriota, il compositore Pedro Flores.
Nel 1949 si unì la prima cantante femminile del gruppo, Myrta Silva, celebre cantante portoricana, che interpretò la guaracha "Loca" di Maximino Rivera. Registrarono anche per alcuni mesi con l'etichetta discografica "Cafamo", firmando successivamente per Ansonia Records. Bienvenido Granda registrò 22 canzoni, la prima delle quali è "Se Rompió el Muñeco", del compositore José González Giralt. Dopo la registrazione, il contratto con la casa discografica viene chiuso. Nel 1950 apparve di nuovo RCA Victor, con la quale registrò Daniel Santos e quando finirono non incisero mai più un disco con quell'etichetta. Paradossalmente, dopo sei anni terminano il loro contratto esclusivo con Panart.
Alcuni dei successi del gruppo in quel momento erano:
| Data        | Canzone                  | Interprete        | Autore                                   |
| ----------- | ------------------------ | ----------------- | ---------------------------------------- |
| 1945 a 1950 |                          |                   |                                          |
| 1944        | Echa pa' Allá Chico      | Bienvenido Granda | Calixto Leicea                           |
| 1946        | El Pin Pin               | Bienvenido Granda | Luciano "Chano" Pozo                     |
| 1946        | Vamos a ver la Rueda     | Bienvenido Granda | Calixto Leicea                           |
| 1944        | La Bamba Alegre          | Israel del Pino   | Luis Martínez Serrano                    |
| 1947        | El Dedo Gordo            | Alfredito Valdés  | Jacobo Morcillo/Fernando García Morcillo |
| 1948        | Hay que Vivir el Momento | Miguel d'Gonzalo  | Miguel Ángel Valladares                  |
| 1948        | Boda Gris                | Bienvenido Granda | Plácido Acevedo                          |
| 1949        | En el Tíbiri Tábara      | Daniel Santos     | Pablo Cairo                              |
| 1949        | Lo de Moda               | Bienvenido Granda | Ernestina Suárez de Leicea               |
| 1949        | Que Corto es el Amor     | Myrta Silva       | Myrta Silva                              |
| 1950        | Carolina Cao             | Daniel Santos     | D.A.R                                    |

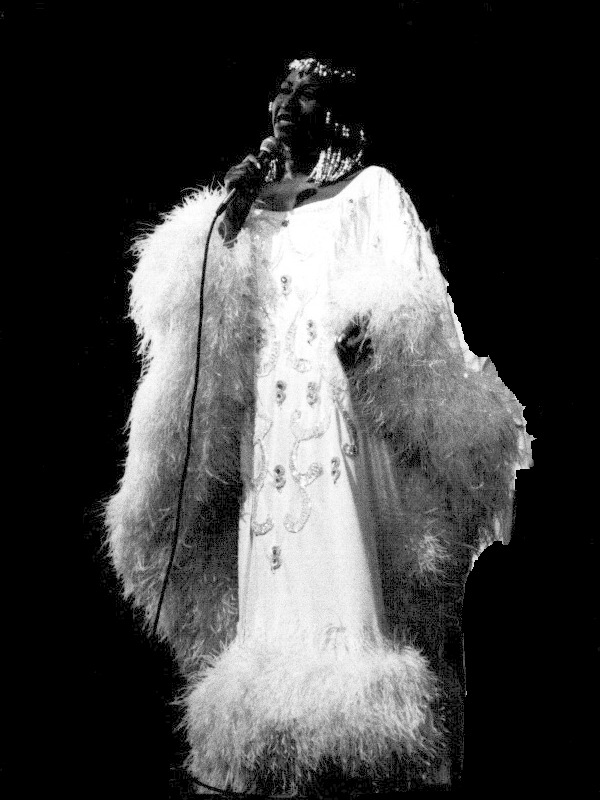
Celia Cruz a Parigi

Ma arriva una nuova casa discografica con la quale rimangono una lunga e fruttuosa quindicina di anni, di proprietà di Sidney Seegel: la SEECO Records. La prima canzone per questa nuova etichetta fu la guaracha "Tocando Madera" ispirazione di Tony Fergo e cantata da Bienvenido Granda, il 25 novembre 1949. La Matancera fatto più spettacoli dal vivo, molti dei quali registrati a "Radio Progreso" e "Radio CMQ". Il suo programma radiofonico era "Cascabeles Candado" dalla metà degli anni Quaranta fino alla fine degli anni Cinquanta. Ci sono molti cantanti che hanno fatto la storia dentro e fuori della Sonora Matancera, delle quali la più significativa e importante è Celia Cruz, che iniziò a cantare con il gruppo quando era molto giovane in sostituzione dell'uscente Myrta Silva. La sua prima canzone, registrata il 15 dicembre 1950, fu "Cao, Cao Maní Picao" di José Carbó Menéndez. Affrontò anche canzoni come "Burundanga" di Oscar Muñoz Bouffartique, "Yerbero moderno" di Nestor Mili, "Rock and Roll" di Frank Dominguez o il bolero-mambo "Tu voz", di Ramon Cabrera. Celia Cruz sarebbe rimasta con la Sonora Matancera fino al 1965.
Il 1951 fu un anno molto significativo e prolifico per il gruppo che poté integrare i propri ranghi come cantanti ospiti, con diverse voci importanti. Uno dei più ricordati è stato l'ingresso di Miguelito Valdés, che l'8 giugno incise la sua prima canzone, la rumba "Se Formó el Rumbón", autore Calixto Leicea. Inoltre, sempre nel 1951 si unì l'argentino Leo Marini, che realizzò la sua prima registrazione, il bolero-mambo "Luna Yumurina", ispirato a Luis Reyes e Severino Ramos. Sempre il 25 marzo, entra Raúl del Castillo, registrando il bolero-mambo "Luna de Miel" di Julio Blanco Leonard il 5 marzo; Gloria Díaz sempre con un bolero-mambo "Ay, mi Vida" di Gabriel Luna de la Fuente. Il 15 ottobre Manuel Licea "Puntillita" si unisce al gruppo che registra la sua guaracha "El Gallo, la gallina e il caballo" di José Carbó Menéndez.
Anche Il 1952 è un anno importante per la Sonora Matancera, perché su invito di Celia Cruz, Martha Jean Claude si unì come cantante ospite il 26 agosto, registrando la sua unica canzone, il merengue haitiano "Choucouné", accanto a Celia Cruz. Lo stesso il 5 marzo, proprio quel giorno, Pepe Reyes registrò il suo bolero "Cuando Mueren las Palabras" dei compositori Giraldo Piloto e Alberto Vera. Il 1º aprile registrò la sua prima canzone il favoloso cantante/compositore portoricano Bobby Capó con la Sonora Matancera, il montuno di Severino Ramos-Walfrido Guevara, Dengue.
Nel 1953 Daniel Santos lasciò parzialmente il gruppo, fu l'ultimo anno che registrarono in studio, ma le esibizioni dal vivo si sarebbero protratte per molti altri decenni, fino alla morte di Daniel. Quel binomio era fruttuoso in entrambi i sensi: Daniel dominò la scena musicale per almeno un decennio e mezzo, e Sonora divenne famosa a livello internazionale integrandolo nei suoi ranghi, principalmente per via delle registrazioni e delle esibizioni dal vivo che furono fatte durante quegli anni. Nello stesso anno il cantante colombiano Nelson Pinedo sostituì Daniel Santos e fece il suo primo disco con la Sonora il 19 ottobre: ¿Quién Será?, bolero-mambo del messicano Pablo Beltrán Ruiz. Il 3 novembre Vicentico Valdésregistra la guaracha Yo no soy Guapo di Reineiro Martínez.
L'anno seguente, 9 Febbraio 1954, Bienvenido Granda avrebbe lasciato il posto di cantante della Sonora Matancera dopo quasi quindici anni di permanenza, la sua ultima registrazione con il gruppo fu la guaracha Sujétate la lengua del compositore Eloy Oliva. Ci sono tre versioni sulla sua partenza dal gruppo: si diceva che fosse sconvolto perché Rogelio stava usando altri cantanti per interpretare le sue canzoni senza tenerlo in considerazione; anche che in Colombia gli avevano offerto un succoso contratto che accettò senza consultare Rogelio Martínez e che questi scelse di lasciarlo fuori; e infine che la rottura non fu così piacevole a causa di problemi personali tra Rogelio Martinez e il procuratore di Bienvenido, che lasciava il gruppo senza un cantante da un momento all'altro. Comunque fosse stato, continuarono a eseguire le loro registrazioni dal vivo in quei luoghi in cui erano stati ingaggiati insieme. Il 18 maggio entra il cantante Rodolfo Hoyos registrando il bolero Convencida di Lino Frías. A giugno entra Laíto Sureda, il sostituto di Bienvenido Granda, come cantante in pianta stabile che avrebbe anche fatto parte del coro, che registra la sua prima guaracha Cancaneíto Can, scritta da Gastón Palmer. Il 16 agosto entrò il domenicano Alberto Beltrán, eseguendo il bolero del connazionale Luis Kalaff Aunque me cueste la vida e il 16 novembre registrarono il pezzo che diede loro i maggiori guadagni, El Negrito del Batey di Medardo Guzmán. Lo stesso ottennero il 9 settembre al matrimonio di Olga Chorens e Tony Álvarez debuttando con il porro Linda caleñita, di ispirazione del compositore colombiano Lucho Bermúdez.
Il 4 aprile 1955, la cantante portoricana Carmen Delia Dipiní entrò nella Sonora, registrando il bolero di Humberto Jauma Si no vuelves. Nel febbraio del 1955 la Sonora fece un tour in Colombia e lì scoprirono Carlos Argentino, invitandolo a viaggiare a Cuba, così il 17 agosto registrò la sua prima canzone, Una Canción, il bolero-tango di Aníbal Troilo.
Alcuni dei brani del gruppo consacrati in quei cinque anni:
| Data        | Canzone                           | Interprete          | Autore                              |
| ----------- | --------------------------------- | ------------------- | ----------------------------------- |
| 1950 a 1955 |                                   |                     |                                     |
| 26/1/1950   | Sólo Contigo                      | Bienvenido Granda   | Antonio López Martín                |
| 10/5/1950   | Rumbero, vamos a la Rumba         | Daniel Santos       | Daniel Santos                       |
| 18/11/1950  | El Mambo es Universal             | Daniel Santos       | Daniel Santos/Julio Blanco Leonard  |
| 31/1/1951   | Angustia                          | Bienvenido Granda   | Orlando Brito                       |
| 8/6/1951    | Se Formó el Rumbón                | Miguelito Valdés    | Calixto Leicea                      |
| 8/6/1951    | Zambelé                           | Miguelito Valdés    | Jesús Martínez Leonard              |
| 15/9/1951   | Ritmo, Tambó y Flores             | Celia Cruz          | José Vargas                         |
| 15/10/1951  | El Gallo, la Gallina y el Caballo | Manuel Licea        | José Carbó Menéndez                 |
| 5/12/1951   | Ba baé                            | Bienvenido Granda   | Rogelio Martínez                    |
| 15/12/1951  | El Preso                          | Daniel Santos       | Daniel Santos                       |
| 5/3/1952    | Destino                           | Gloria Díaz         | Alberto Domínguez                   |
| 1/4/1952    | Dengue                            | Bobby Capó          | Severino Ramos/Walfrido Guevara     |
| 25/5/1952   | Tu Corazón es para Mí             | Hermanas Lago       | Severino Ramos/Luis Reyes           |
| 2/4/1952    | Piel Canela                       | Bobby Capó          | Félix Rodríguez Capó                |
| 24/6/1952   | Tu Voz                            | Celia Cruz          | Ramón Cabrera                       |
| 18/11/1952  | Amor de Cobre                     | Leo Marini          | José González Giralt                |
| 18/11/1952  | Maringá                           | Leo Marini          | Joubert de Carvalho/Manuel Salina   |
| 21/4/1953   | El Juego de la Vida               | Daniel Santos       | Raymond Medina                      |
| 21/4/1953   | El Corneta                        | Daniel Santos       | Daniel Santos                       |
| 15/6/1953   | Burundanga                        | Celia Cruz          | Óscar Muñoz Bouffartique            |
| 1/8/1953    | "P" de Parada                     | Bienvenido Granda   | Daniel Santos                       |
| 9/10/1953   | ¿Quién Será?                      | Nelson Pinedo       | Pablo Beltrán Ruiz                  |
| 13/11/1953  | Yo no soy Guapo                   | Vicentico Valdés    | Reineiro Martínez                   |
| 9/2/1954    | Momposina                         | Nelson Pinedo       | José Barros                         |
| 1/4/1954    | Cualquiera Resbala y Cae          | Laíto Sureda        | Jesús Martínez Leonard              |
| 1/4/1954    | Pa' la Paloma                     | Celia Cruz          | Aurelio Machín                      |
| 22/6/1954   | Mis Noches sin Ti                 | Olga Chorens        | Demetrio Ortiz/María Teresa Márquez |
| 22/6/1954   | Margarita                         | Tony Álvarez        | Tony Álvarez                        |
| 22/6/1954   | Amor a la Fuerza, No              | Rodolfo Hoyos       | Pablo Cairo                         |
| 16/9/1954   | Aunque me cueste la Vida          | Alberto Beltrán     | Luis Kalaf Pérez                    |
| 16/11/1954  | Cañonazo                          | Laíto Sureda        | Evaristo Aparicio                   |
| 22/3/1955   | Goza Negra                        | Celia Cruz          | Bienvenido Fabián                   |
| 4/4/1955    | Delirio                           | Carmen Delia Dipiní | Ramón Cabrera                       |
| 21/4/1955   | Yambú pa' Gozar                   | Laíto Sureda        | Mario Luis Hernández                |
| 20/6/1955   | El Muñeco de la Ciudad            | Nelson Pinedo       | Adrián Pérez                        |
| 17/8/1955   | Las Muchachas                     | Carlos Argentino    | Luis María Frómeta                  |

Un altro cantante del gruppo era Celio González, che aveva già una carriera all'interno di Cuba. Si unì alla band il 23 maggio 1956, esibendo la sua prima canzone in studio, il bolero-ritmico Quémame los ojos di Nelson Navarro. Inoltre, faceva parte del coro con Rogelio, Caíto e Laíto e suonava anche il güiro. Rimase come cantante stabile della Sonora fino al 1965. Durante quel periodo Laíto si ritirò dal gruppo.

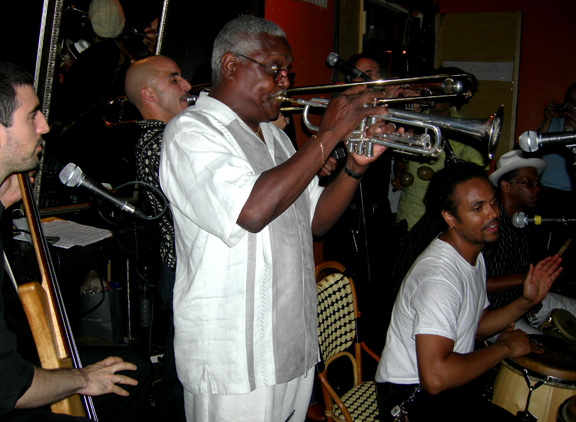
Alfredo Chocolate Armenteros

Nel 1957 la Sonora Matancera fece un tour in Perù, Cile e Argentina, prendendo come cantanti Celio González e Carlos Argentino, ritornando dopo rappresentazioni di successo. Nello stesso anno due membri fondamentali, il suo arrangiatore musicale, Severino Ramos e il percussionista José Rosario Chávez "Manteca", andarono in pensione per motivi di salute. Come sostituto entra il percussionista Simón Domingo Esquijarroza, "Minino". La posizione di arrangiatore principale era occupata da Javier Vázquez, figlio di Pablo "Bubú" Vázquez. Il 22 febbraio il cantante Johnny Lopez registra il chomba-calypso Linstead Market. E il 6 agosto l'uruguaiano Chito Galindo registra il bolero Consuélame, scritto da Julio Blanco Leonard.
Nel 1958 registrano con Sonora Matancera e vanno in pensione Nelson Pinedo, Vicentico Valdés e Leo Marini. Il 23 gennaio il venezuelano Víctor Piñero registra la guaracha di Porfirio Jiménez No quiero nada con su mujer. La stessa cosa che fa Reynaldo Hierrezuelo, noto come Rey Caney, il 26 ottobre registra la sua prima canzone, il bolero di sua creazione Quiero emborracharme. Quell'anno vide il trionfo della rivoluzione cubana, con Fidel Castro Ruz come presidente. Molti degli artisti più famosi andarono in esilio o cessarono le loro attività per dedicarsi ad altro. Quello stesso anno Carlos Argentino e Celio González si ritirarono, restando solo come cantanti del gruppo di Celia Cruz.
Nel corso degli anni 1950 nei programmi in diretta su Radio Progreso e C.M.Q. si esibirono diversi cantanti che non erano riusciti a effettuare registrazioni in studio con la Sonora. Fecero solo esibizioni dal vivo. È il caso di Orlando Vallejo, Sarita Arceo, Tito Cortés, Caridad Cuervo, Polito Galíndez e Manolo Barquín, tra gli altri. In una visita a Cuba nel 1955, Pedro Vargas cantò in duetto con Celia Cruz il bolero Obsesión che rese famoso Daniel Santos. Nei primi anni 1960 in uno spettacolo della La Sonora Matancera nel programma El Estudio Raleigh de Pedro Vargas, quando già si risiedevano in Messico, cantarono insieme la canzone Por dos caminos che rese famoso Bienvenido Granda. D'altra parte, si dice che anche Benny Moré cantò dal vivo con il gruppo non potendo registrare perché appartenevano a diverse case discografiche, tuttavia Rogelio Martínez, Calixto Leicea e Alfredo "Chocolate" Armenteros (cugino di Benny Moré e primo direttore della Banda Gigante de Benny Moré) assicurano di aver cantato dal vivo. A questo proposito, Pedro Knight (poi trombettista della Sonora e poi manager e marito di Celia Cruz) disse che lo stesso "Chocolate" era stato invitato come terza tromba per lo spettacolo che fu fatto durante il programma Cascabeles Candado; sulla questione Elpidio Vázquez (bassista della Sonora) dichiarò che furono aggiunti due sax anche per rafforzare i fiati e che partecipò anche "Chicho" il "bongosero" di Benny Moré e così insieme (secondo le dichiarazioni di Calixto Leicea allora primo tromba di La Sonora) interpretarono dal vivo la canzone Mucho corazón. L'ultimo album che la Sonora Matancera registrò a Cuba fu il 10 maggio 1960 e lo eseguì Celia Cruz.
| Data        | Canzone                   | Interprete       | Autore                              |
| ----------- | ------------------------- | ---------------- | ----------------------------------- |
| 1956 a 1959 |                           |                  |                                     |
| 30/1/1956   | La Merenguita             | Celia Cruz       | Eridania Mancebo                    |
| 5/3/1956    | En el Cachumbambé         | Carlos Argentino | Rosendo Ruiz, Jr.                   |
| 3/5/1956    | Vallán Vallende           | Celia Cruz       | Senén Suárez                        |
| 5/10/1956   | Cerca del Río Grande      | Carlos Argentino | Jorge D. Monsalve                   |
| 9/11/1956   | Ay!, Cosita Linda         | Carlos Argentino | Francisco Galán                     |
| 23/1/1957   | Amor sin Esperanza        | Celio González   | Luis Kalaff                         |
| 23/1/1957   | Te Engañaron Corazón      | Nelson Pinedo    | Sally Newman                        |
| 24/4/1957   | Y no me Engañes Más       | Celio González   | José Slater Badán                   |
| 22/5/1957   | La Sopa en Botella        | Celia Cruz       | Senén Suárez                        |
| 22/5/1957   | El Novio Celoso           | Carlos Argentino | Agustín Ribot                       |
| 8/6/1957    | Queridos Padres           | Chito Galindo    | Juan Carlos Speciali/Atilio DiFonzo |
| 5/11/1957   | La Mamá y la Hija         | Carlos Argentino | Luis Kalaff                         |
| 16/1/1958   | Río Manzanares            | Víctor Piñero    | José Antonio López                  |
| 18/1/1958   | Besito de Coco            | Celio González   | Ismael Rivera                       |
| 18/1/1958   | Oye Mima                  | Celio González   | Sergio González Siaba               |
| 10/1/1958   | Ave María Lola            | Carlos Argentino | Sergio González Siaba               |
| 5/2/1958    | La Esquina del Movimiento | Nelson Pinedo    | Senén Suárez                        |
| 12/2/1958   | El Vaquero                | Nelson Pinedo    | José Barros                         |
| 6/2/1958    | La Cumbanchera de Belén   | Celia Cruz       | Enriqueta Gilva                     |
| 20/6/1958   | En el Balcón Aquel        | Celio González   | Leopoldo Ulloa                      |
| 8/11/1958   | Yo Vivo mi Vida           | Leo Marini       | Federico Baena                      |
| 8/11/1958   | Caribe Soy                | Leo Marini       | Luis Alday                          |
| 18/12/1958  | Los Aretes de la Luna     | Vicentico Valdés | José Dolores Quiñones               |
| /1/1959     | Intruso Corazón           | Celio González   | Agustín Ribot                       |
| 15/5/1959   | Por tu puerta no paso más | Carlos Argentino | Aurelio Machín                      |
| /1/1959     | Baila mi Rumba            | Celio González   | Pedro Ramos                         |
| /12/1959    | La Pachanga               | Carlos Argentino | Eduardo Davidson                    |
| /7/1959     | Sin Reproche              | Celio González   | Ricardo García Perdomo              |

### Partenza da Cuba

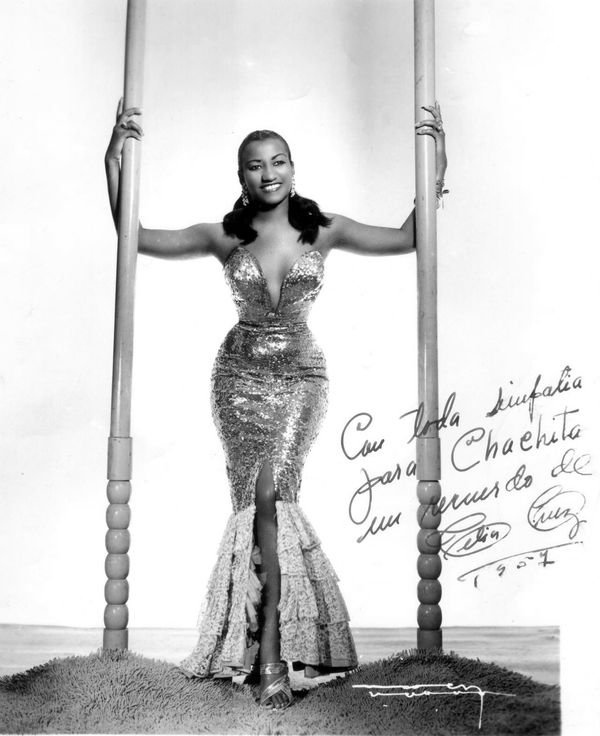
Celia Cruz, 1957

Il 15 giugno 1960 lasciarono Cuba per onorare un succoso contratto che aveva la Sonora Matancera e viaggiarono a Città del Messico, non sapendo che non sarebbero mai più tornati nel loro paese. L'unico a sapere che sarebbe stato un viaggio senza ritorno era il direttore del gruppo Rogelio Martinez, secondo le dichiarazioni di Celia Cruz. Sull'isola rimase il pensionato "Minino", che si era dimesso dal suo posto, quindi il posto vacante era disponibile. In quel viaggio c'era anche Celia Cruz. Poi si uniscono al gruppo Willy Rodríguez, "El Baby", registrando la sua prima canzone il 13 agosto, il bolero di Javier Vázquez Estoy Loco. La stessa cosa fa Alberto Pérez con la sua prima registrazione, il bolero di Humberto Jama Yo no sé qué me pasa, il 13 luglio. Nel 1961 si ricongiunse Celio González e si unì al gruppo Emilio Domínguez "El Jarocho", registrando la sua prima canzone il 10 ottobre, il porro-merengue di Lucho Bermúdez "Nochebuena". Mario Muñoz "Papaíto" entra nel gruppo come percussionista. A quei tempi registravano dischi al di fuori di Cuba.
Nel 1962 Victor Piñero registra Puente sobre el Lago per commemorare l'apertura del ponte General Rafael Urdaneta.
Nel 1965 anno difficile per la Sonora Matancera perché si ritirano definitivamente cantanti stellari come Celio González e Celia Cruz.
Nel 1966 si ritira Willy Rodríguez e il trombettista Pedro Knight si ritira nel 1967.
Sempre nel 1966 concludono il loro contratto con la Seeco Records. Quell'anno introducono un nuovo stile con la propria etichetta M.R.V.A. e i cantanti Elliot Romero, Justo Betancourt, Máximo Barrientos, Tony Díaz.
Nel 1967 entra come seconda tromba Ramón Emilio Aracena "Chiripa" che rimane fino al 1971. Entrano anche i cantanti Linda Leida e Gladys Julio. Kary Infante entra nel 1968.
Nel 1969 si unisce Roberto Torres "El Caminante", che non fece registrazioni in studio con la Sonora, ma solo registrazioni dal vivo.
All'inizio del 1970 vanno in pensione tutti i cantanti entrati dal 1966, lasciando solo Camilo Rodríguez, mentre tornano per un breve periodo alcune delle voci leggendarie del gruppo come Leo Marini, Celio González e Carlos Argentino per le nuove produzioni musicali registrate con Orfeón in Messico .
Nel 1971 entra Eladio Peguero Vega, meglio conosciuto come "Yayo el Indio", come cantante stabile del gruppo. Entra anche come trombettista "Saúl Torres" in sostituzione di Chiripa.
Nel 1973 entrò a far parte del gruppo Welfo Gutiérrez che resterà come cantante fino al 1976.
Nel 1974 la famosa cantante messicana Toña la Negra realizzò due registrazioni con La Sonora Matancera. In quell'anno lascia il trombettista del gruppo Saúl Torres e viene sostituito da Nelson Feliciano, che lascia La Sonora all'inizio del 1976, a sua volta sostituito da Hilario Dorval.
Nel 1976, a causa di problemi di salute, il leggendario pianista Lino Frías lasciò il gruppo e fu sostituito da Javier Vázquez. Dalla fine del 1975 si seppe che Welfo Gutiérrez sarebbe stato il cantante della Sonora e, grazie alla raccomandazioni del trombettista Nelson Feliciano e del cantante "Yayo el Indio" nel gennaio 1976 Rogelio Martinez fece entrare come cantante Jorge Maldonado. Diversi trombettisti durante questo decennio si alternarono nella Sonora. È il caso di Hilario Dorval, che entra nel 1975, sostituendo Nelson Feliciano fino al 1977 e, dal 1975 al 1977 la terza tromba fu suonata da Raymond Gonzalez. Nel 1977 entrò Alfredo "Chocolate" Armenteros e rimase fino al 1980.
Per l'anno 1977 Miguelito Valdés torna a registrare con il gruppo. Nel 1978 Calixto Leicea smette di registrare ma continua ad accompagnare il gruppo.
Nel decennio 1980 la Sonora Matancera perde l'originalità che la caratterizzava per tanti anni, lasciando il posto a sonorità moderne, con il contrabbasso e il pianoforte elettrici. Ci furono anche due riunioni emotive e il ritiro nel 1980 di Angel Alfonso Furias "Yiyo", che fu sostituito nella tumbadora da Alberto Valdés.
Nel 1981 la Sonora firmò con la Fania Records, che li inserì nella nuova filiale denominata Bárbaro Records e che rimase fino al 1984. Justo Betancourt torna nel 1981 registrando un LP e nel 1982 Celia Cruz e la Sonora Matancerasi ritrovano emotivamente riuniti, sempre registrando un LP che intitolarono Feliz encuentro. Entra solo per quell'anno come cantante Cali Alemán. Furono anche invitati artisti di fama, come nel caso di Johnny Pacheco che partecipa alla canzone El Tornillo dall'album Tradición, registrato nel 1983, con la voce principale di "Yayo el Indio" e nel 1984 registrò un album con Sonora Ismael Miranda, una delle voci più famose della Fania all Stars.
In occasione del 65º anniversario della costituzione della Sonora Matancera si fece una celebrazione a Central Park a New York il 1 luglio 1989, con l'integrazione di Gilda Mirós, di tutti i componenti in vita della Sonora Matancera e dei suoi cantanti. Registrarono anche gli spettacoli che tennero alla Carnegie Hall. Sarebbe stata l'ultima volta che si incontravano tutti insieme in concerto. Si presentarono cantando Celia Cruz, Daniel Santos, Vicentico Valdés, Alberto Beltrán, Nelson Pinedo, Celio González, Leo Marini, Alberto Pérez, Bobby Capó, Carlos Argentino, Jorge Maldonado, Welfo Gutiérrez, Roberto Torres, "Yayo el Indio" e certamente Carlos Manuel Alfonso Díaz "Caíto" e Rogelio Martínez Díaz. Nel dicembre di quell'anno Bobby Capó sarebbe morto.
Nel 1990 fecero spettacoli in giugno a Cali, ma a settembre muore uno dei capisaldi del gruppo, Caito ed entra il suo sostituto Fernando Lavoy. Nel 1993 ritorna Willy Rodriguez e registra la sua ultima produzione, De Nuevo México, dove Adalberto Santiago partecipa come ospite. Yayo l'indiano va in pensione l'anno successivo. Da quel momento iniziarono i preparativi per la celebrazione del 75º anniversario del gruppo. Il 13 maggio 2001 morì il secondo direttore Rogelio Martinez e si pensava che la Sonora Matancera fosse giunta al termine.
Tuttavia, due anni dopo, nel 2003, il pianista e dal 1955, arrangiatore del gruppo, Javier Vásquez Lauzurica, figlio del fondatore del gruppo Pablo Vásquez "Bubu" e fratello del bassista della Sonora, Raymundo Elpidio Vásquez Lauzurica, decide di lasciare perdere altri progetti e d'accordo con Rogelio Martinez Jr., decide di prendere il timone del complesso e assume la direzione dello stesso. Stabilì la sede del gruppo a Las Vegas, in Nevada e da lì prosegue con un lavoro iniziato quasi 90 anni fa.
Nel 2009 hanno pubblicato un nuovo album con alcuni vecchie canzoni del gruppo e brani inediti in un lavoro che intitolarono Hay Sonora pa' rato. Il suo vocalist principale è il portoricano Darío Rosado.

## Discografia

### Seeco Records
| Serie     | Titolo                                                  | Anno di produzione |
| SCLP 9050 | Una Noche en Río                                        | 1955               |
| SCLP 9053 | Una Noche en La Habana                                  | 1955               |
| SCLP 9060 | Una Noche en Caracas                                    | 1955               |
| SCLP 9062 | Canta Nelson Pinedo                                     | 1955               |
| SCLP 9065 | Canta Bienvenido Granda                                 | 1956               |
| SCLP 9066 | Canta Daniel Santos / "El Corneta"                      | 1956               |
| SCLP 9067 | Canta Celia Cruz                                        | 1956               |
| SCLP 9070 | Canta Carmen Delia Dipiní                               | 1956               |
| SCLP 9071 | Canta Leo Marini / "Argentinan's Famous Troubadour"     | 1956               |
| SCLP 9072 | Baile con la Sonora Matancera                           | 1956               |
| SCLP 9087 | Canta Miguelito Valdés                                  | 1957               |
| SCLP 9100 | Canta Carlos Argentino                                  | 1957               |
| SCLP 9101 | Cuba's Queen of Rhythm                                  | 1958               |
| SCLP 9104 | Ritmos Latinos                                          | 1957               |
| SCLP 9108 | El Disco de Oro                                         | 1958               |
| SCLP 9116 | Los Invita a Bailar                                     | 1957               |
| SCLP 9120 | Desfile de Estrellas                                    | 1958               |
| SCLP 9122 | Grandes Éxitos de Daniel Santos                         | 1958               |
| SCLP 9123 | Grandes Éxitos de Bienvenido Granda                     | 1958               |
| SCLP 9124 | Grandes Éxitos de Celia Cruz                            | 1958               |
| SCLP 9126 | Ahí Viene la Sonora Matancera                           | 1958               |
| SCLP 9127 | Yo Canto Para Ti                                        | 1958               |
| SCLP 9128 | Reminiscencias                                          | 1958               |
| CELP 432  | Cuba's Foremost Rhythm Singer Celia Cruz                | 1958               |
| SCLP 9135 | El Rítmico Nelson                                       | 1958               |
| SCLP 9136 | La Incomparable Celia                                   | 1958               |
| SCLP 9148 | Sonora Matancera Spotlights: Daniel Santos "Anacobero"  | 1959               |
| SCLP 9151 | Grandes Éxitos de la Sonora Matancera                   | 1959               |
| SCLP 9154 | Vicentico Valdés con la Sonora Matancera                | 1959               |
| SCLP 9156 | La Sonora Matancera...Llegó                             | 1959               |
| SCLP 9157 | Navidades con la Sonora                                 | 1958               |
| SCLP 9171 | Su Favorita Celia Cruz                                  | 1959               |
| SCLP 9172 | El Inimitable Carlos Argentino                          | 1959               |
| SCLP 9175 | El Disco de Oro Vol.2 - The Golden Record II            | 1959               |
| SCLP 9177 | Más Éxitos de la Sonora Matancera                       | 1959               |
| SCLP 9189 | Los Últimos de Celio González                           | 1960               |
| SCLP 9191 | En el Aire Carlos Argentino                             | 1960               |
| SCLP 9192 | La Dinámica Celia Cruz                                  | 1960               |
| SCLP 9200 | Reflexiones de Celia Cruz                               | 1960               |
| SCLP 9203 | Sonora Matancera en México                              | 1960               |
| SST 3     | Álbum Aniversario                                       | 1961               |
| SCLP 9206 | Celebremos Noche Buena con Sonora Matancera             | 1961               |
| SCLP 9207 | Canciones Premiadas de Celio González                   | 1961               |
| SCLP 9213 | Escucha mis Canciones                                   | 1961               |
| SCLP 9215 | Canciones Premiadas de Celia Cruz                       | 1961               |
| SCLP 9223 | ¿Quién Será?                                            | 1962               |
| SCLP 9225 | Duelo Musical: Sonora Matancera vs. Cortijo y su Combo  | 1961               |
| SCLP 9227 | México que Grande Eres                                  | 1961               |
| SCLP 9229 | Los Reyes del Ritmo                                     | 1961               |
| SCLP 9234 | Sarará                                                  | 1962               |
| SCLP 9243 | La Tierna, Conmovedora, Bamboleadora                    | 1963               |
| SCLP 9254 | Sonora Matancera en Puerto Rico                         | 1963               |
| SCLP 9264 | La Primera y la Única                                   | 1964               |
| SCLP 9267 | Canciones Inolvidables de Celia Cruz / "La Guagua"      | 1964               |
| SCLP 9271 | Sabor y Ritmo de Pueblos                                | 1965               |
| SCLP 9284 | Algo Especial por la Sonora Matancera                   | 1967               |
| SSD 1001  | 40 Años de la Sonora Matancera                          | 1965               |
| SCLP 9282 | Presentando el Nuevo Sonido Fabuloso                    | 1965               |
| SSD 400   | 50 Años de la Sonora Matancera                          | 1974               |
| SCLP 9304 | Lo Esperado!!...Reminiscencias Vol.2                    | 1971               |
| SCLP 9335 | ¡El Único! Alberto Beltrán                              | 1961               |
| SCLP 9350 | Se Formó el Rumbón: Vicentico Valdés & Miguelito Valdés |                    |
| SCLP 9356 | Bobby Capó con la Sonora Matancera                      |                    |
| SCLP 9359 | Puro Cañonazo!: Laíto Sureda                            |                    |

### Marvela Records
| Serie     | Titolo                                        | Anno di produzione |
| MRVA 1001 | La Niña de Guatemala en Ritmo de Guantanamera | 1968               |
| MRVA 1002 | Sonora Boogaloo                               | 1968-1969          |
| MRVA 1003 | Dama Rebelde                                  | 1969               |
| MRVA 1004 | Lo Nuevo de Carlos Argentino                  | 1971               |
| MRVA 1005 | El Carnaval de la Matancera                   | 1972               |
| MRVA 1006 | Continuación de Reminiscencias                | 1969               |

### Orfeón
| Serie  | Titolo                                        | Anno di produzione |
| JM 152 | Ritmos Candentes en el Cincuentenario         | 1974               |
| JM 153 | Grabaciones Especiales para el Cincuentenario | 1975               |
| JM 233 | Mister Babalú - Miguelito Valdés              | 1977               |
| JM 283 | Fiesta - 55 Años de la Sonora Matancera       | 1979               |

### Bárbaro Records
| Serie   | Titolo                                   | Anno di produzione |
| JMB 207 | Justo Betancourt con la Sonora Matancera | 1981               |
| JMB 212 | Feliz Encuentro con Celia Cruz           | 1982               |
| JMB 211 | Tradición                                | 1983               |
| JMB 632 | Ismael Miranda con la Sonora Matancera   | 1984               |

### Warner Music Latina
| Serie    | Titolo                           | Anno di produzione |
| WEA 4509 | Sonora Matancera De nuevo México | 1993               |

### Taurus Records
| Serie  | Titolo                                   | Anno di produzione |
| T 7030 | Live From Carnegie Hall 65th Celebration | 1989               |

### In altri studi di registrazione

#### PANART Records
| Serie   | Titolo                                      |
| LP 2014 | Daniel Santos con la Sonora Matancera Vol.1 |
| LP 2061 | Sonora Matancera Para Coleccionistas        |
| LP 2076 | Daniel Santos con la Sonora Matancera Vol.2 |
| LP 2087 | La Sonora Matancera con Bienvenido Granda   |

#### STINSON Spanish Records
| Serie  | Titolo                                                         | Anno di produzione |
| SLP 92 | Sonora Matancera (Bienvenido Granda - Miguel de Gonzalo)       | 1976               |
| SLP 95 | Se Formó la Rumbantela (Bienvenido Granda - Miguel de Gonzalo) | 1976               |
| SLP 97 | Romance del Campesino (Bienvenido Granda)                      | 1976               |
| SLP 99 | Traigo un Tono (Bienvenido Granda)                             | 1976               |

#### ANSONIA Records
| Serie    | Titolo                                    | Anno di produzione |
| ALP 1225 | Sonora Matancera Canta: Bienvenido Granda | 1973               |
| ALP 1231 | En Tu Busca                               | 1975               |

#### RCA Victor
| Serie   | Titolo                                                                | Anno di produzione |
| CAM 410 | La Época de Oro: Daniel Santos con la Orquesta Sonora Matancera Vol.2 | 1969               |

#### Varsity Records
| Serie    | Titolo       | Anno di produzione |
| VAR 6989 | Latin Rhythm |                    |

#### Discos Fuentes
| Serie     | Titolo                          |
| LP 214084 | Glorias Musicales del Ayer      |
| LP 214094 | Algo Especial                   |
| LP 214102 | De Fiesta                       |
| LP 214132 | 50 Años                         |
| LP 217330 | Recordando a Cuba (Vol.1)       |
| LP 219154 | Recordando a Cuba (Vol.2)       |
| LP 237330 | Boleros para el Recuerdo        |
| LP 419113 | De Lujo para los Coleccionistas |

### Altri dischi
| Serie     | Titolo                                                             | Casa Discografica     |
| SSS 3006  | Mi Diario Musical Leo Marini                                       | Seeco Records         |
| SSS 3005  | Mi Diario Musical Bienvenido Granda                                | Seeco Records         |
| SSS 3003  | Mi Diario Musical Daniel Santos                                    | Seeco Records         |
| SSS 3001  | Mi Diario Musical Celia Cruz                                       | Seeco Records         |
| SSS 3002  | Mi Diario Musical Vicentico Valdés                                 | Seeco Records         |
| SCLP 2007 | La Ternura con la Sonora Matancera                                 | Seeco Records         |
| SCLP 2026 | Más Ternura con la Sonora Matancera                                | Seeco Records         |
| SP 4002   | Viaje Musical por el Caribe Vol.1                                  | Seeco Records         |
| SP 4003   | Viaje Musical por el Caribe Vol.2                                  | Seeco Records         |
| SSS 3000  | 30 Años - Álbum Aniversario                                        | Seeco Records         |
| SCLP 2630 | 65 Años de la Sonora Matancera                                     | Seeco Records         |
| SCCD 9050 | La Voz y el Sentimiento de Leo Marini                              | Seeco Records         |
| SCLP 9243 | El Bigote que Canta                                                | Seeco Records         |
| SCLP 9284 | Algo Especial por la Sonora Matancera                              | Seeco Records         |
| SCLP 9301 | El Bigote se Pone Romántico                                        | Seeco Records         |
| SCLP 9311 | Homenaje a la Madama                                               | Seeco Records         |
| SCLP 9317 | Festejando Navidad con Celia Cruz                                  | Seeco Records         |
| SCLP 9325 | Celia Cruz Interpreta: El Yerbero Moderno y La Sopa en Botella     | Seeco Records         |
| SCLP 9330 | Las 50 Navidades: Sonora Matancera                                 | Seeco Records         |
| SCLP 9338 | La Candela Matancera                                               | Seeco Records         |
| SCLP 9345 | Boleros con Celia Cruz                                             | Seeco Records         |
| SCCD 9899 | 75 Aniversario, 75 Canciones de la Sonora Matancera                | Seeco Records         |
| TRLP 5010 | Señor Babalú - Miguelito Valdés                                    | Tropical Records      |
| TRLP 5092 | Besos de Fuego - Carmen Delia Dipiní                               | Tropical Records      |
| TRLP 5071 | Encores de Daniel Santos                                           | Tropical Records      |
| TRLP 5074 | La Rítmica Sonora Matancera                                        | Tropical Records      |
| TRLP 5087 | Una Caja de Éxitos                                                 | Tropical Records      |
| TRLP 5091 | Éxitos de Oro - Nelson Pinedo                                      | Tropical Records      |
| TRLP 5093 | Angustia - Bienvenido Granda                                       | Tropical Records      |
| TRLP 5177 | Presentando a Olga Chorens y Tony Álvarez                          | Tropical Records      |
| TRLP 5197 | Con Amor - Celia Cruz                                              | Tropical Records      |
| TRLP 5198 | Lo Mejor para Ustedes                                              | Tropical Records      |
| TRLP 5200 | Seré tu Amigo - Bienvenido Granda                                  | Tropical Records      |
| HQCD 79   | Live on the Radio 1952-1958                                        | Harlequin Records     |
| CD 1032   | Algo Nuevo de lo Añejo de la Sonora Matancera                      | Yumurí Records        |
| CUCD 1707 | La Sonora Matancera ¡En Vivo!                                      | Cubanacán Records     |
| CUCD 1708 | Joyas del Cine Mexicano                                            | Cubanacán Records     |
| B 226     | Celia Cruz con la Sonora Matancera En Vivo en Radio Progreso Vol.1 | Bárbaro Records       |
| B 227     | Celia Cruz con la Sonora Matancera En Vivo en Radio Progreso Vol.2 | Bárbaro Records       |
| B 228     | Celia Cruz con la Sonora Matancera En Vivo en Radio Progreso Vol.3 | Bárbaro Records       |
| B 230     | Celia Cruz con la Sonora Matancera En Vivo en C.M.Q Vol.5          | Bárbaro Records       |
| TCD 045   | La Ola Marina                                                      | Tumbao Cuban Classics |
| TCD 096   | En C.M.Q "La Sonora Trae un Tono"                                  | Tumbao Cuban Classics |
| TCD 114   | Se Formó la Rumbantela                                             | Tumbao Cuban Classics |
| E 56002   | Las 100 Mejores con La Sonora Matancera Vol.1                      | Discos Fuentes        |
| E 56016   | Las 100 Mejores con La Sonora Matancera Vol.2                      | Discos Fuentes        |
| E 56019   | Las 100 Mejores con La Sonora Matancera Vol.3                      | Discos Fuentes        |
| TUM 22    | En Grande!                                                         | Tumi Records          |
| YOY 1442  | The Originals La Sonora Matancera Vol.1                            | EJD Records           |
| YOY 1842  | The Originals La Sonora Matancera Vol.2                            | EJD Records           |

## Filmografia 1937–1961 (Cuba e Messico)
- "El nacimiento de la rumba" (1937).
- "Tam Tam Edén" (1937) – Film girato all'Avana, Cuba.
- "El ángel caído" (1948) – Daniel Santos e Rosita Quintana.
- "Escuela de modelos" (1949) – Alberto Garrido.
- "Música, mujeres y piratas" (1950) – Leopoldo Fernández "Pototo", Aníbal de Mar "Filomeno".
- "Ritmos del Caribe" o '"Borrasca" (1950) – Daniel Santos, Amalia Aguilar, Rita Montaner.
- "La mentira" (1952) – Bienvenido Granda, Marga López, Jorge Mistral.
- "Piel Canela" (1953) – Sara Montiel, Pedro Vargas, Fernando Casanova.
- "A romper el coco" (1954) – Amalia Aguilar.
- "Me gustan todas" (1954) – Adalberto Martínez "Resortes", Eulalio González "Piporro", Rosita Fornés.
- "Una gallega en La Habana" (1955) – Nelson Pinedo, Celia Cruz, Ramón Rivero "Diplo" e Niní Marshall.
- "¡¡Olé Cuba!!" (1957) – Celia Cruz, Celio González, Leopoldo Fernández "Pototo", Aníbal de Mar "Filomeno".
- "Amorcito corazón" (1961) – Celia Cruz, Alberto Pérez, Willy Rodríguez "El Baby", Rosita Quintana, Mauricio Garcés.

## Cantanti
| Nome                             | Paese di nascita      | Numero di incisioni | Anno/i di incisione |
| Alberto Beltrán                  | Repubblica Dominicana | 8                   | 1954-1955           |
| Alberto Pérez                    | Cuba                  | 4                   | 1960                |
| Alfredito Valdés                 | Cuba                  | 2                   | 1947-1948           |
| Bienvenido Granda                | Cuba                  | 217                 | 1944-1954           |
| Bienvenido León                  | Cuba                  | 1                   | 1949                |
| Bobby Capó                       | Porto Rico            | 12                  | 1952                |
| Carlos Argentino                 | Argentina             | 72                  | 1955-1971           |
| Carlos Manuel Díaz "Caíto"       | Cuba                  | 9                   | 1944-1984           |
| Carmen Delia Dipiní              | Porto Rico            | 6                   | 1955                |
| Celia Cruz                       | Cuba                  | 188                 | 1950-1965           |
| Celio González                   | Cuba                  | 103                 | 1955-1965           |
| Chito Galindo                    | Uruguay               | 2                   | 1957                |
| Daniel Santos                    | Porto Rico            | 70                  | 1948-1953           |
| Eladio Peguero "Yayo El Indio"   | Porto Rico            | 44                  | 1971-1994           |
| Elliot Romero                    | Porto Rico            | 10                  | 1966                |
| Emilio Domínguez "El Jarocho"    | Messico               | 3                   | 1961                |
| Estanislao Sureda "Laíto"        | Cuba                  | 12                  | 1954-1955           |
| Gladys Julio                     | Colombia              | 2                   | 1969                |
| Gloria Díaz                      | Cuba                  | 4                   | 1952                |
| Hermanas Lago                    | Cuba                  | 2                   | 1952                |
| Humberto Cané                    | Cuba                  | 2                   | 1945                |
| Israel del Pino                  | Cuba                  | 2                   | 1947                |
| Ismael Miranda                   | Porto Rico            | 8                   | 1984                |
| Johnny López                     | Porto Rico            | 2                   | 1957                |
| Jorge Maldonado                  | Porto Rico            | 11                  | 1976-1981           |
| Justo Betancourt                 | Cuba                  | 18                  | 1966-1981           |
| Kary Infante                     | Cuba                  | 6                   | 1969                |
| Leo Marini                       | Argentina             | 48                  | 1951-1972           |
| Linda Leída                      | Cuba                  | 3                   | 1968                |
| Manuel Licea "Puntillita"        | Cuba                  | 1                   | 1951                |
| Martha Jean Claude               | Haiti                 | 1                   | 1952                |
| Máximo Barrientos                | Porto Rico            | 7                   | 1968                |
| Miguel de Gonzalo                | Cuba                  | 6                   | 1947-1948           |
| Miguelito Valdés                 | Cuba                  | 28                  | 1951-1977           |
| Myrta Silva                      | Porto Rico            | 4                   | 1949-1952           |
| Nelson Pinedo                    | Colombia              | 50                  | 1953-1958           |
| Olga Chorens                     | Cuba                  | 3                   | 1954                |
| Pepe Reyes                       | Cuba                  | 4                   | 1952                |
| Raúl del Castillo                | Cuba                  | 2                   | 1952                |
| Reynaldo Hierrezuelo "Rey Caney" | Cuba                  | 4                   | 1958                |
| Rodolfo Hoyos                    | Cuba                  | 5                   | 1954                |
| Tony Álvarez                     | Cuba                  | 3                   | 1954                |
| Tony Díaz                        | Cuba                  | 9                   | 1969                |
| Toña "La Negra"                  | Messico               | 4                   | 1974                |
| Vicentico Valdés                 | Cuba                  | 16                  | 1953-1958           |
| Víctor Piñero                    | Venezuela             | 4                   | 1958                |
| Welfo Gutiérrez                  | Cuba                  | 20                  | 1973-1976           |
| Willy Rodríguez "El Baby"        | Cuba                  | 21                  | 1960-1965           |
| Vicky Jiménez                    | Perú                  |                     | 1989-1992           |

## Congos de Oro
Premiato al Barranquilla Carnival Orchestra Festival:
| Anno | Opera nominata      | Categoria | Risultato       |
| ---- | ------------------- | --------- | --------------- |
| 1970 | La Sonora Matancera | Gruppo    | Vincitore/trice |